# Södra Hallands hembygdsförening

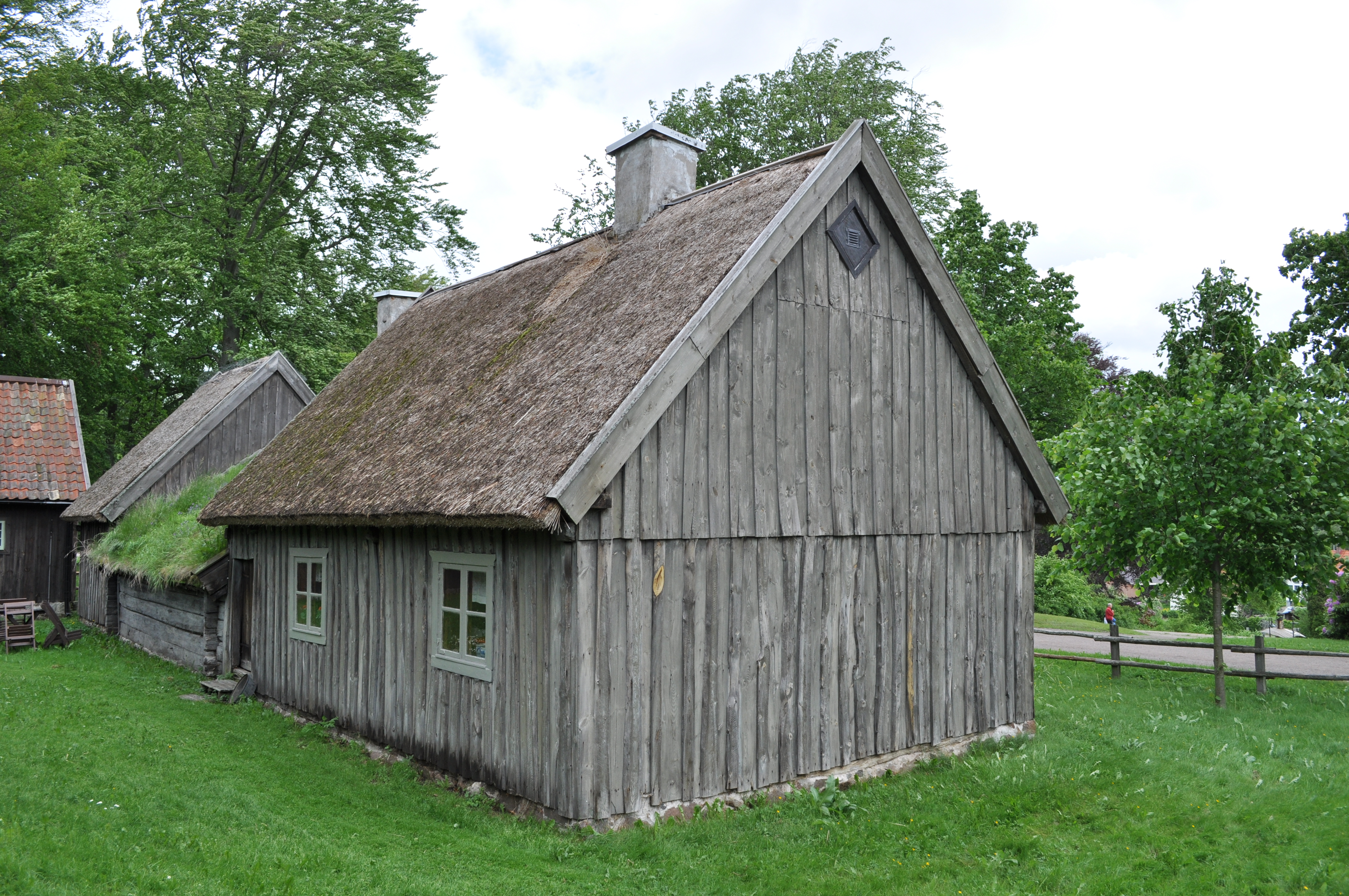
Ebbaredsstugan i Laholms stadspark.

Södra Hallands hembygdsförening i Laholms kommun är Hallands näst äldsta, grundad 1917. Föreningen ingår i Höks härads hembygdkrets. Idag förvaltas hembygdsgårdar i stadsparken i Laholm, kallad Ebbaredsstugan, och i Hishult, kallad Gammelgården. Samlingarna i Ebbaredsstugan, drygt 4300 föremål, har registrerats med bilder i ett databasprogram, slutfört 2005.